# Ostrów (gemeente)
De gemeente Ostrów is een landgemeente in het Poolse woiwodschap Subkarpaten, in powiat Ropczycko-sędziszowski.
De zetel van de gemeente is in Ostrów.
Op 30 juni 2004 telde de gemeente 6806 inwoners.

## Oppervlakte gegevens
In 2002 bedroeg de totale oppervlakte van gemeente Ostrów 96,62 km², waarvan:
- agrarisch gebied: 53%
- bossen: 39%

De gemeente beslaat 17,6% van de totale oppervlakte van de powiat.

## Demografie
Stand op 30 juni 2004:
| Omschrijving                   | Totaal | Totaal | Vrouwen | Vrouwen | Mannen | Mannen |
| ------------------------------ | ------ | ------ | ------- | ------- | ------ | ------ |
| eenheid                        | aantal | %      | aantal  | %       | aantal | %      |
| inwoners                       | 6806   | 100    | 3431    | 50,4    | 3375   | 49,6   |
| bevolkingsdichtheid (inw./km²) | 70,4   | 70,4   | 35,5    | 35,5    | 34,9   | 34,9   |

In 2002 bedroeg het gemiddelde inkomen per inwoner 2508,58 zł.

## Administratieve plaatsen (sołectwo)
Blizna, Borek Mały, Kamionka, Kozodrza, Ocieka, Ostrów, Skrzyszów, Wola Ociecka, Zdżary.

## Aangrenzende gemeenten
Dębica, Niwiska, Przecław, Ropczyce, Sędziszów Małopolski

## Galerij

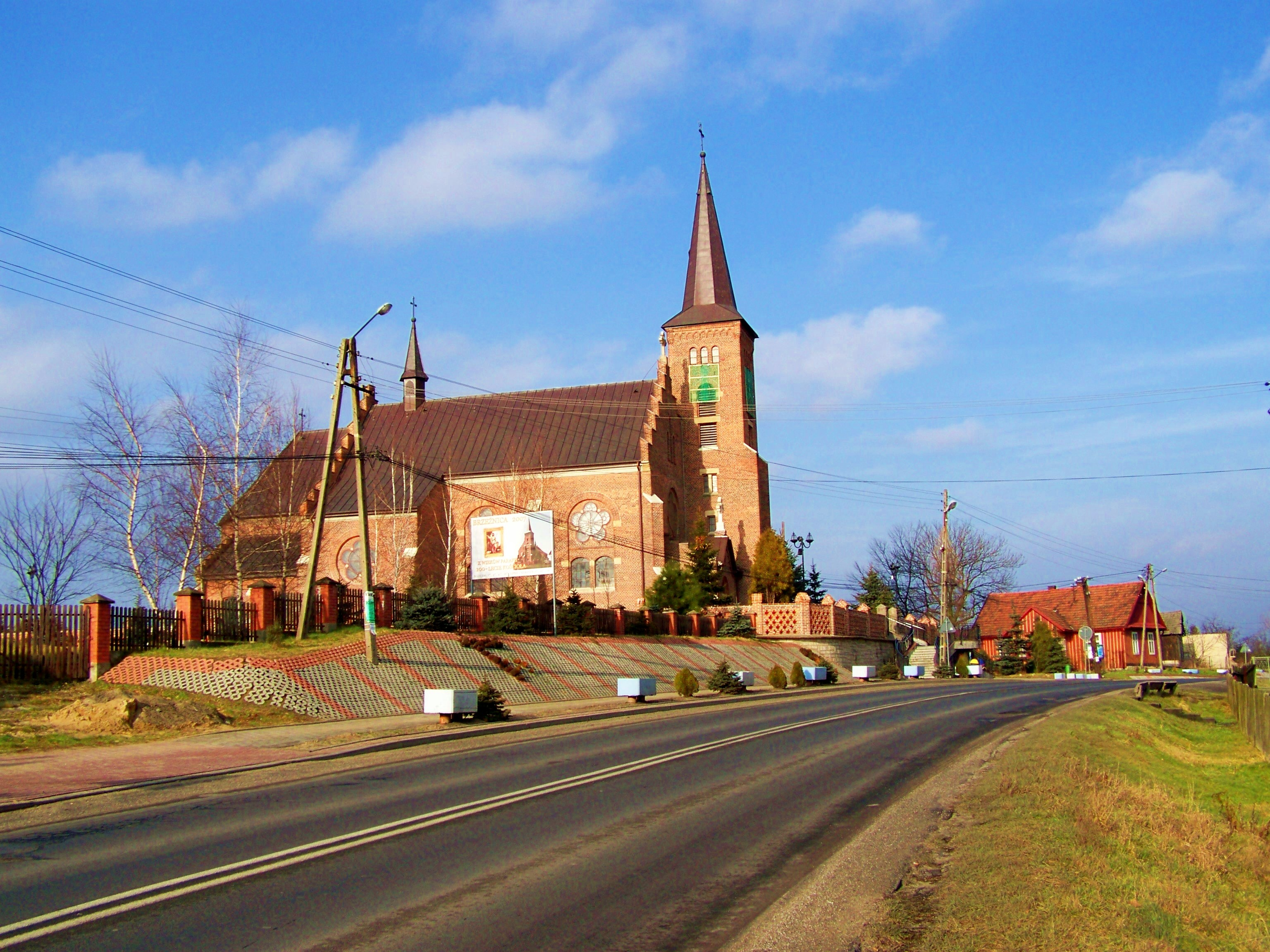
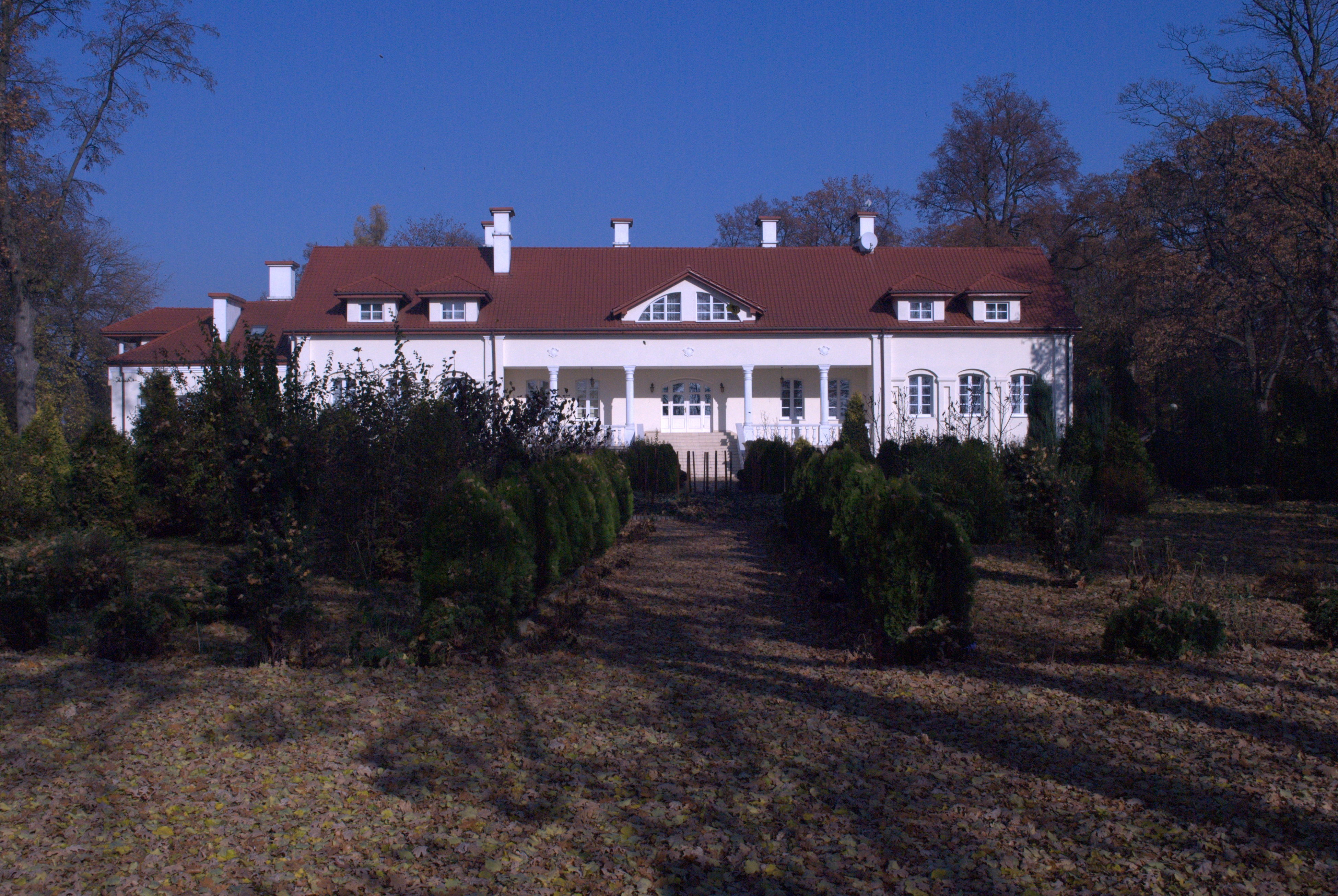
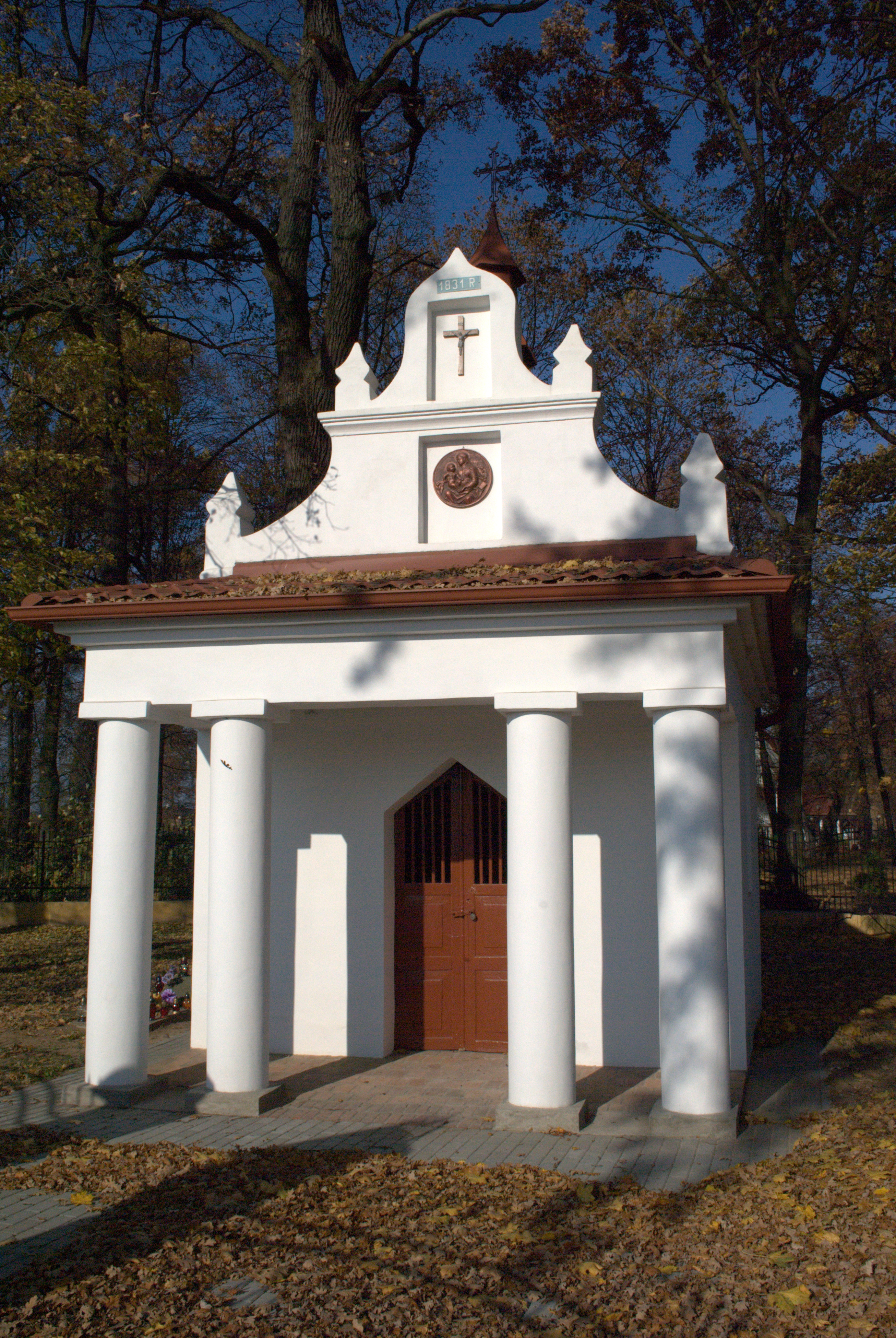
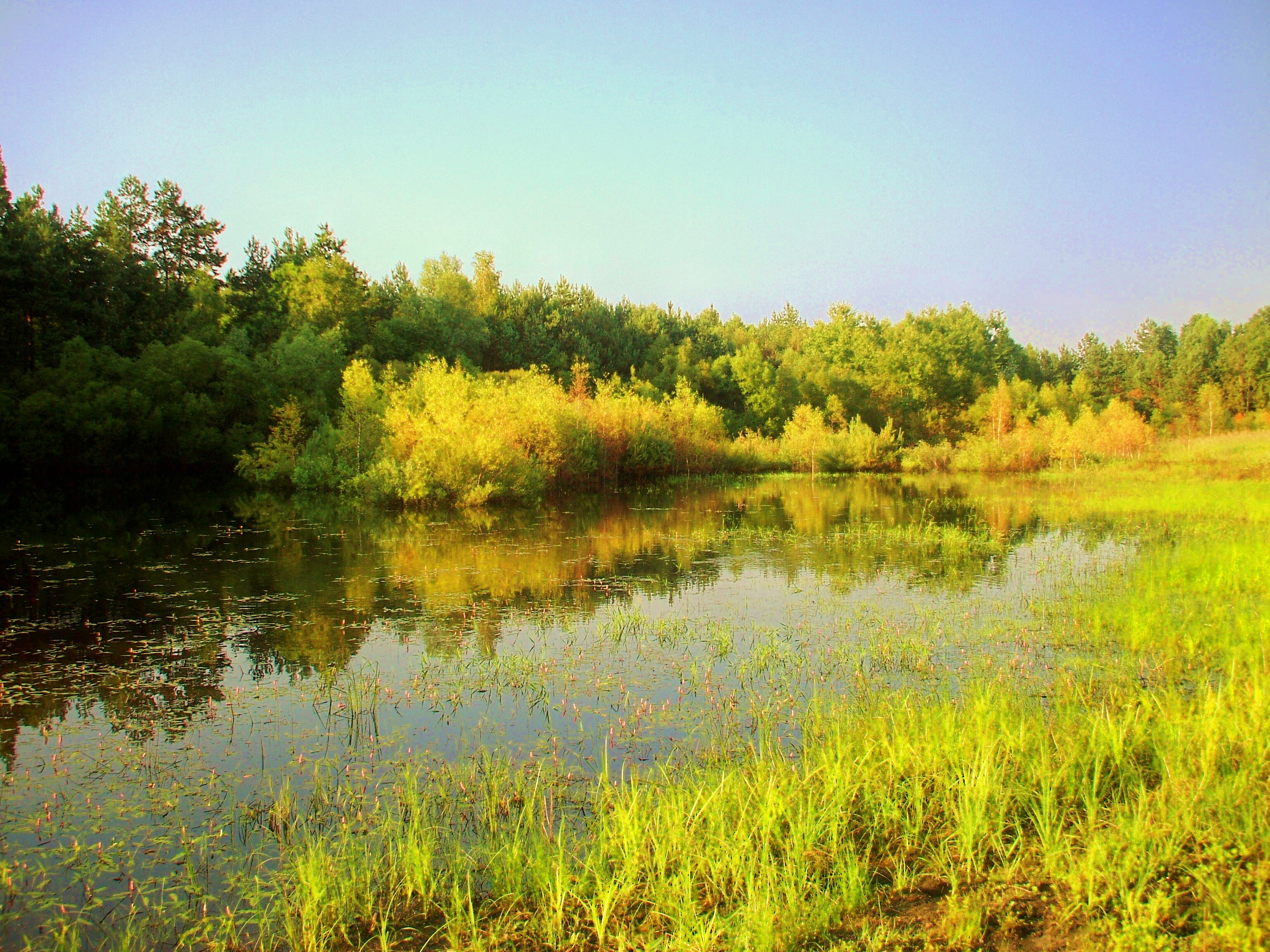
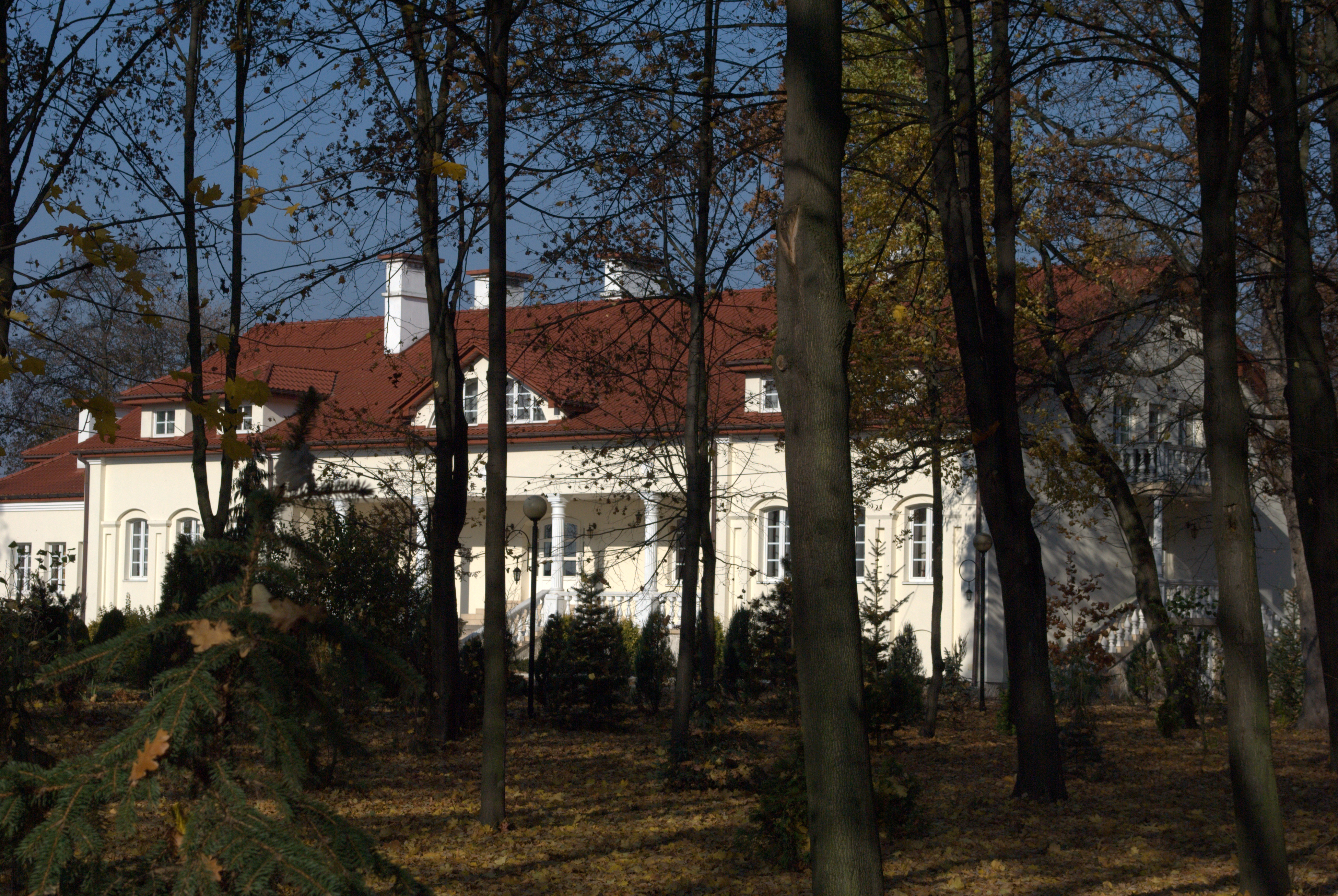